# Любен Пашански
Любен Велков Пашански е български историк и археолог.

## Биография
Роден е на 18 юли 1926 г. в село Арчар, Видин. Висше образование завършва през 1965 г. в Софийския университет по специалност „История и философия“.
Работи като секретар на Общинския съвет в Арчар, учител по история и философия в Арчар и гр. Ракитово, обл. Пазарджик, директор на средни училища в Арчар и Ракитово. Работи също в Държавния архив във Видин и Окръжния исторически музей във Видин. Дългогодишен партиен секретар.
Пашански е сред главните участници в археологическите разкопки на древноримския град Рациария край с. Арчар и автор на история на същото село. Безспорни са заслугите му за културното развитие на Арчар.
Той е и единственият популяризатор на историята на селото извън неговите предели. Виден общественик с огромна роля в културния живот на селото. Главен принос е научнопопулярният филм на Д. Папазов с негово участие „Разкопки в Рациария“, неведнъж излъчван по държавните телевизионни канали. Посвещава целия си живот на изследване на историята на Арчар и предимно на разкопките на Рациария.
През 1990-те години трудно преживява вандалското разрушаване на историческите находки на Рациария от иманяри с активното участие на представителите на местната власт, от което получава инфаркт и умира през 2002 г.

## Отличия
Носител на орден „Кирил и Методий“ I степен, с който е награден от председателя на Държавния съвет на НРБ Тодор Живков.